# Metsolanmäki
Metsolanmäki är en kulle i Finland.   Den ligger i den ekonomiska regionen  Helsingfors  och landskapet Nyland, i den södra delen av landet, 21 km norr om huvudstaden Helsingfors. Toppen på Metsolanmäki är 63 meter över havet.
Terrängen runt Metsolanmäki är platt. Runt Metsolanmäki är det mycket tätbefolkat, med 2 345 invånare per kvadratkilometer. Närmaste större samhälle är Vanda, 6,4 km söder om Metsolanmäki. I omgivningarna runt Metsolanmäki växer i huvudsak barrskog.